# Hontianske Moravce
Hontianske Moravce es un municipio del distrito de Krupina en la región de Banská Bystrica, Eslovaquia, con una población estimada a final del año 2024 de 745 habitantes.
Se encuentra ubicado al oeste de la región, sobre los montes Centrales Eslovacos (Cárpatos occidentales), a poca distancia al sur del río Hron —un afluente izquierdo del Danubio— y al este de la región de Nitra.

## Demografía
| Año        | 1994 | 2004     | 2014    | 2024     |
| ---------- | ---- | -------- | ------- | -------- |
| Población  | 723  | 893      | 885     | 745      |
| Diferencia |      | +23,51 % | −0,89 % | −15,81 % |

| Año        | 2023 | 2024    |
| ---------- | ---- | ------- |
| Población  | 760  | 745     |
| Diferencia |      | −1,97 % |